# Centenario del Armisticio
El centenario del Armisticio del 11 de noviembre de 1918, también conocido como el centenario del final de la Primera Guerra Mundial, fue una serie internacional de conmemoraciones que se realizaron en 2018 para rememorar los cien años del armisticio de Compiègne que terminó la Primera Guerra Mundial, marcando el final del periodo 2014 a 2018 dedicado al centenario de la Primera Guerra Mundial. En este contexto, se organizaron actos conmemorativos en numerosos países de Europa, la Mancomunidad de Naciones y otras regiones.

## Sucesos en Francia
El programa oficial del centenario fue presentado durante una conferencia de prensa del Gobierno francés el 18 de septiembre de 2018. Los sucesos incluyeron una ceremonia en el Arco de Triunfo de París y un foro de paz internacional presido por el presidente de la República Emmanuel Macron. El 4 de noviembre de 2018, acompañado de su esposa Brigitte Macron, recibió al presidente alemán Frank-Walter Steinmeier en la catedral de Estrasburgo para una conmemoración significando el inicio oficial del programa francés para el centenario. En sus presencias se celebró un concierto y se izaron las banderas de Francia, de Alemania y de la Unión Europea.
El 10 de noviembre, el presidente Macron y la canciller alemana Angela Merkel se reunieron en el lugar de Compiègne donde se firmó el armisticio de la Primera Guerra Mundial.

### Ceremonia internacional

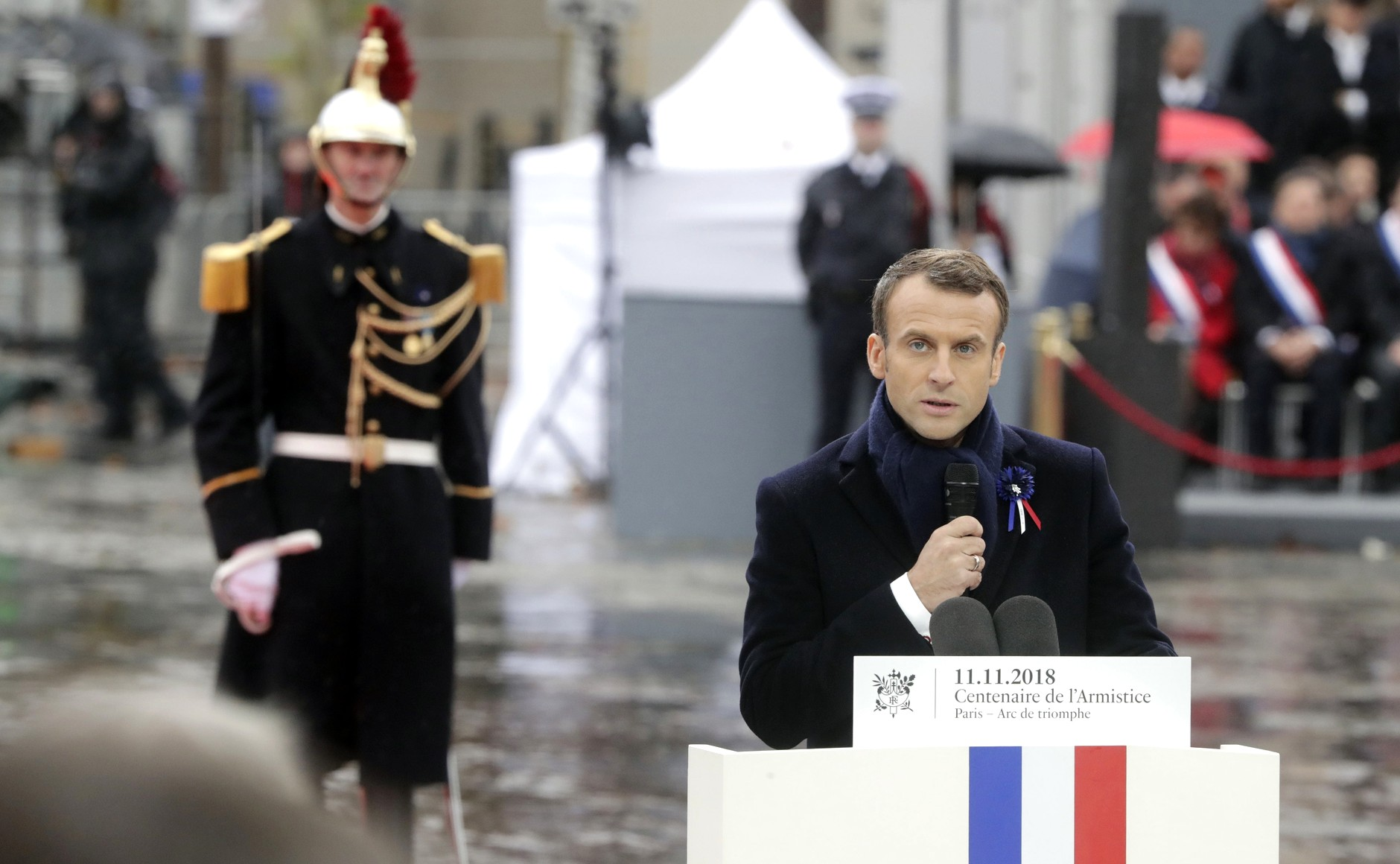
El presidente de la República francesa, Emmanuel Macron, durante su discurso en la ceremonia.

El 11 de noviembre (Día del Armisticio), sonaron campanas de las iglesias en todo el territorio francés a las 11:00, hora de París, incluyendo a la Catedral de Notre Dame y en los territorios de ultramar. Muchos líderes mundiales, dirigida por el presidente Macron, caminaron en este tiempo hasta el Arco de Triunfo para el inicio de la ceremonia internacional. El cronograma de la ceremonia incluyó un grupo de estudiantes leyendo extractos de testimonios de soldados y familiares involucrados en la guerra al tiempo del armisticio; un discurso pronunciado por el presidente de la República francesa, denunciando el nacionalismo como la "traición" del patriotismo; y recitales de Bach por Yo-Yo Ma y del Bolero de Ravel por la Joven Orquesta de la Unión Europea, dirigida por Vasili Petrenko.

#### Asistencia de jefes de Estado y dignatarios extranjeros

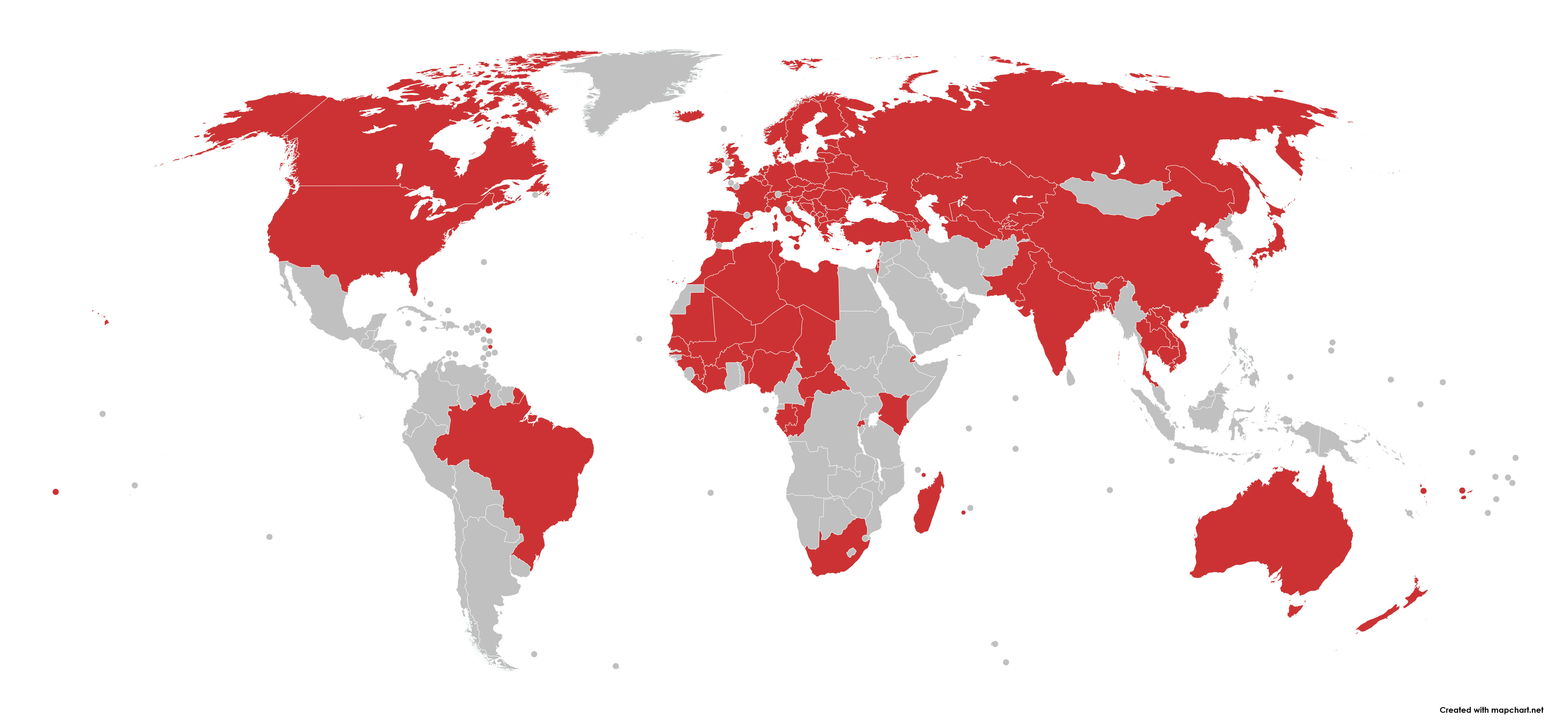
País del cual al menos un representante asistió a la ceremonia internacional francesa.

Más de 120 dignatarios extranjeros estuvieron invitados a las conmemoraciones en París, comprendo 72 jefes de Estado y de Gobierno y varias representantes de organizaciones internacionales. Solo los países "que enviaron tropas o trabajadores a los teatros de guerra europeos" se fueron invitados al acto, según la presidencia francesa. Alrededor 10,000 agentes de policía, gendarmes y los soldados estuvieron colocados de turno, en preparación para los acontecimientos.
Entre los asistentes se encontraba notablemente:
- la canciller de Alemania, Angela Merkel;[9]
- el presidente de los Estados Unidos, Donald Trump;[9][15]
- el presidente de Rusia, Vladímir Putin;[9][15]
- el presidente de la República de Turquía, Recep Tayyip Erdoğan;[9]
- el presidente de la República de Serbia, Aleksandar Vučić;[16]
- el presidente de la República de Costa de Marfil, Alassane Ouattara;[16]
- el gobernador general de Australia, Peter Cosgrove;[16]
- el Primer ministro de Canadá, Justin Trudeau;[17]
- el Primer ministro de Tailandia, Prayut Chan-o-cha;[16]
- el Primer ministro de Israel, Benjamín Netanyahu;[16]
- el príncipe Alberto II de Mónaco, acompañado de la princesa consorte Charlene;[16][18]
- el rey Mohamed VI de Marruecos, acompañado de su hijo, el príncipe heredero Mulay Hasán;[19]
- el rey Felipe VI de España y el presidente del Gobierno, Pedro Sánchez, acompañado de su mujer Begoña Gómez;[7][20]
- el vice primer ministro de facto del Reino Unido y canciller del Ducado de Lancaster, David Lidington;[21]
- el vice primer ministro de Japón, Tarō Asō;[16]
- el vicepresidente de India, Venkaiah Naidu;[16]
- el presidente de la Comisión Europea, Jean-Claude Juncker;[16]
- el secretario general de las Naciones Unidas, António Guterres;[16]
- el presidente de la Comisión de la Unión Africana, Moussa Faki.[16]

## Sucesos en otros lugares

### Australia, Nueva Zelanda e India
En Australia, se proyectaron amapolas rojas en la Casa de la Ópera de Sídney como conmemoración de la fecha; además, el primer ministro Scott Morrison hizo un homenaje a los combatientes muertos durante la Primera Guerra Mundial mientras señalaba lo siguiente: "Al conmemorar el centenario del armisticio y al llevar nuestras mentes al pasado, recordamos las profundas cicatrices de la guerra y anhelamos evitar que toquen un alma australiana".
Por otro lado, en la capital de Nueva Zelanda, Wellington, se lanzaron al aire cien disparos al son de las campanadas en las iglesias del país.
Y, en Nueva Delhi (India) también se rindió homenaje a los civiles caídos destacando que este país fue colonizado por Reino Unido y que ayudó con soldados a la causa británica durante la Primera Guerra Mundial.

### Europa
En Londres, se llevó a cabo el Servicio Nacional de Recuerdo anual en el Cenotafio, asistiendo por la reina Isabel II, el príncipe Carlos de Gales y la Primera ministra Theresa May. El Gobierno del Reino Unido invitó el presidente alemán Frank-Walter Steinmeier para asistir a los actos oficiales en Londres. La familia real británica, incluyendo la reina y el príncipe de Gales, asistió a un concierto en el Royal Albert Hall.
En la Ciudad del Vaticano, el papa Francisco recordó el legado de la guerra durante su oración del Ángelus y llamó a rechazar la "cultura de guerra".

### Estados Unidos
En la ciudad misuriano de Kansas City, se llevó a cabo una ceremonia durante el cual los participantes y familiares de veteranos de la Primera Guerra Mundial tocaron una "campana de paz".
El presidente estadounidense Donald Trump propuso un desfile militar en Washington D. C. que se celebraba el 10 de noviembre, inspirado por el del Día de la Bastilla al que asistió durante una visita de Estado a Francia en 2017. Sin embargo, fue cancelado en agosto de 2018 por problemas de costos (se estima que el desfile costaría hasta 92 millones de dólares, apodando "ridículamente alto" por Trump).